# Tú sí que vales (Italia) (nona edizione)
La nona edizione del talent show Tú sí que vales è andata in onda ogni sabato in prima serata su Canale 5 dal 17 settembre al 19 novembre 2022 per dieci puntate.
Sono confermati sia i presentatori, ovvero Belén Rodríguez, Martín Castrogiovanni e Alessio Sakara e la riconferma della ballerina Giulia Stabile, sia i giudici della scorsa edizione, ossia Maria De Filippi, Gerry Scotti, Rudy Zerbi e Teo Mammucari, sia Sabrina Ferilli nella giuria popolare per la quarta edizione consecutiva. È stato riconfermato anche il personaggio di Giovannino, un omino in mantello rosso e con la faccia truccata in blu interpretato da Giovanni Iovino. Le registrazioni si sono svolte sempre presso lo studio 8 del Centro Titanus Elios di Roma. Dopo tre edizioni in cui TIM era sponsor del programma, in quest'edizione lo sponsor è diventato Sky Glass.
L'edizione è stata vinta dall'imitatore cantante Marco Mingardi, che si è aggiudicato il montepremi di 100000 €.

## Audizioni
Legenda:
     Il concorrente è in finale
     Concorrenti appartenenti alla Scuderia Scotti

### Prima puntata
La prima puntata di Audizioni è andata in onda il 17 settembre 2022. I concorrenti ammessi in questa puntata sono:
| Nome artista         | Genere                                                     | Voto dei giudici              | Voto della giuria popolare |
| -------------------- | ---------------------------------------------------------- | ----------------------------- | -------------------------- |
| Troupe Amaraa        | Acrobati                                                   | 4 vale                        | 92% positivo               |
| Severino e Imma      | Anziani influencers                                        | 4 vale                        | 97% positivo               |
| Giuseppe Ventimiglia | Si lancia sui fichi d'india                                | 4 vale                        | 74% negativo               |
| Keiichi Iwasaki      | Mago comico                                                | 4 vale                        | 78% positivo               |
| Manuel Battaglia     | Atleta di braccio di ferro                                 | 4 vale                        | 83% positivo               |
| Klek Entos           | Mago horror                                                | 4 vale                        | 71% positivo               |
| Trio Vertex          | Atleti di mano a mano e acrobati                           | 4 vale                        | 92% positivo               |
| Trygve Wakenshaw     | Mimo comico                                                | 4 vale                        | 54% positivo               |
| Duo Pile Au Face     | Acrobati                                                   | 4 vale                        | 97% positivo               |
| Mateo Turbelin       | Giocoliere con il diablo e ballerino                       | 4 vale                        | 94% positivo               |
| Nicola Riganti       | Ballerino                                                  | 1 vale + Super Prova di Gerry | 59% positivo               |
| Craig e Mirko        | Artisti: trasformismo, hula-hoop, acrobatica, spogliarello | 4 vale                        | 88% positivo               |
| Alfio Russo          | Bambino sassofonista                                       | 4 vale                        | 98% positivo               |
| Giuseppe Ferruzzi    | Cantante                                                   | 4 vale                        | 97% positivo               |

- Marcell Jacobs è stato ospite della puntata.
- Luigi Strangis si è esibito in qualità di ospite.

### Seconda puntata
La seconda puntata di Audizioni è andata in onda il 24 settembre 2022. I concorrenti ammessi in questa puntata sono:
| Nome artista                       | Genere                     | Voto dei giudici              | Voto della giuria popolare |
| ---------------------------------- | -------------------------- | ----------------------------- | -------------------------- |
| Titan the Robot                    | Robot                      | 4 vale                        | 83% positivo               |
| Dima e Roman                       | Acrobati padre e figlio    | 4 vale                        | 100% positivo              |
| Antonio Diana                      | Ventriloquo                | 4 vale                        | 91% positivo               |
| Gianpiero Tilotta                  | Cantante lirico            | 4 vale                        | 98% positivo               |
| Lucas Bergandi                     | Equilibrista               | 4 vale                        | 91% positivo               |
| Die Mobiles                        | Artisti con le ombre       | 4 vale                        | 100% positivo              |
| Mario Gregoli                      | Ballerino                  | 1 vale + Super Prova di Gerry | 74% positivo               |
| Unicircle Flow                     | Monociclisti               | 4 vale                        | 97% positivo               |
| Balla Bros                         | Acrobati                   | 4 vale                        | 99% positivo               |
| Gepi Arrisicato                    | Violinista con la sua band | 4 vale                        | 86% positivo               |
| Raymond Raymondson                 | Mago comico                | 4 vale                        | 55% negativo               |
| Michele Cappa e Christian Laccetta | Strongmen                  | 4 vale                        | 94% positivo               |
| Wolf Fisher                        | Fachiro                    | 4 vale                        | 85% positivo               |
| Sweet Darkness Duo                 | Acrobate                   | 4 vale                        | 99% positivo               |
| Massimiliano Pes                   | Sollevatore di pesi        | 4 vale                        | 52% negativo               |
| Alain Simonov                      | Mago                       | 4 vale                        | 77% positivo               |

- I primi finalisti di questa edizione sono il duo di acrobati Dima e Roman, padre e figlio.
- I secondi finalisti di questa edizione sono i Die Mobiles, artisti del teatro delle ombre.
- Giordana Angi si è esibita in qualità di ospite.

### Terza puntata
La terza puntata di Audizioni è andata in onda il 1º ottobre 2022. I concorrenti ammessi in questa puntata sono:
| Nome artista               | Genere                  | Voto dei giudici              | Voto della giuria popolare |
| -------------------------- | ----------------------- | ----------------------------- | -------------------------- |
| The Lads                   | Atleti di mano a mano   | 4 vale                        | 100% positivo              |
| Simone e Lorena            | Ballerini disabili      | 4 vale                        | 84% positivo               |
| Davide e Andrea            | Cestisti acrobatici     | 4 vale                        | 75% positivo               |
| Davide Sciacca             | Cantante                | 1 vale + Super Prova di Gerry | 76% positivo               |
| Eddie Williams             | Strongman e cantante    | 4 vale                        | 77% positivo               |
| Antonio Martinez           | Mentalista              | 4 vale                        | 86% positivo               |
| Yelizaveta Krutikova       | Ginnasta e acrobata     | 4 vale                        | 96% positivo               |
| Demo Team Italia Taekwondo | Atleti di arti marziali | 4 vale                        | 87% positivo               |
| Vichy Zagarra              | Istruttrice di zumba    | 4 vale                        | 78% positivo               |
| Henry e Klauss             | Escapologi              | 4 vale                        | 89% positivo               |
| Rocco Brancato             | Poeta                   | 3 vale                        | 71% positivo               |
| Tape Face                  | Comico                  | 4 vale                        | 55% positivo               |
| Michael Guthrie            | Acrobata                | 4 vale                        | 96% positivo               |
| Claudia e Alice            | Pillow fighters         | 4 vale                        | 74% negativo               |
| Danilo Antiri              | Barzellettiere          | 4 vale                        | 54% positivo               |
| Piceno Pop Chorus          | Coro                    | 4 vale                        | 90% positivo               |
| Quintetto Volta            | Acrobati                | 2 vale                        | 76% positivo               |
| Lord Vinheteiro            | Pianista                | 4 vale                        | 85% positivo               |

- I terzi finalisti di questa edizione sono i The Lads, atleti di mano a mano.

### Quarta puntata
La quarta puntata di Audizioni è andata in onda l'8 ottobre 2022. I concorrenti ammessi in questa puntata sono:
| Nome artista                         | Genere                       | Voto dei giudici | Voto della giuria popolare |
| ------------------------------------ | ---------------------------- | ---------------- | -------------------------- |
| Erika Lemay                          | Circense volante             | 4 vale           | 96% positivo               |
| James                                | Mentalista                   | 4 vale           | 90% positivo               |
| Salvatore Cipriano                   | Cantante e intrattenitore    | 3 vale           | 67% positivo               |
| Antonio Vargas                       | Pole dancer                  | 4 vale           | 90% positivo               |
| Aramelo                              | Trampolinisti comici         | 4 vale           | 94% positivo               |
| F.A.D.E. e Sara & Sogno Mediterraneo | Gruppi musicali da balera    | 4 vale           | 95% positivo               |
| Ryan Tremaine Klarenbach             | Strongman                    | 4 vale           | 97% positivo               |
| Valter La Mantia                     | Ballerino                    | 1 vale           | 82% positivo               |
| Fraser Hooper                        | Comico                       | 4 vale           | 72% positivo               |
| Testa                                | Fachiro                      | 4 vale           | 67% positivo               |
| Max dei Miracoli                     | Band                         | 4 vale           | 80% positivo               |
| Nirio Rodriguez                      | Verticalista                 | 4 vale           | 97% positivo               |
| Destino                              | Mago                         | 4 vale           | 67% positivo               |
| DDC                                  | Crew                         | 4 vale           | 93% positivo               |
| Paolo Calabrese                      | Scaldapubblico               | 1 vale           | 77% positivo               |
| Yllana                               | Burattinai                   | 4 vale           | 61% positivo               |
| Mauro Caiazza                        | Ballerino di tango-freestyle | 4 vale           | 84% positivo               |
| Ivan Fernandez                       | Hair stylist                 | 4 vale           | 97% positivo               |

### Quinta puntata
La quinta puntata di Audizioni è andata in onda il 15 ottobre 2022. I concorrenti ammessi in questa puntata sono:
| Nome artista                | Genere                               | Voto dei giudici | Voto della giuria popolare |
| --------------------------- | ------------------------------------ | ---------------- | -------------------------- |
| Phuoc Anh Duong             | Acrobati della tradizione vietnamita | 4 vale           | 94% positivo               |
| Davide Spada                | Mentalista comico                    | 4 vale           | 79% positivo               |
| Menmania                    | Spogliarellisti                      | 4 vale           | 81% positivo               |
| Vincenzo Lancia             | Barzellettiere, cantante e poeta     | 1 vale           | 92% positivo               |
| Bello e Annaliese Nock      | Acrobati                             | 4 vale           | 97% positivo               |
| Duo In Motion               | Atleti di mano a mano                | 4 vale           | 97% positivo               |
| Anca e Lucca                | Mentalisti                           | 4 vale           | 79% positivo               |
| Kevin Taylor                | Strongman                            | 4 vale           | 91% positivo               |
| Jonah Katz                  | Giocoliere e ballerino di tip-tap    | 4 vale           | 90% positivo               |
| Michael Tedoldi             | Acrobata con la bici                 | 4 vale           | 79% positivo               |
| Isabella Sophie             | Bambina cantante                     | 4 vale           | 96% positivo               |
| Giovanni Lepori             | Ballerino                            | 1 vale           | 83% positivo               |
| Giuseppe Piccininno         | Manipolatore dinamico                | 4 vale           | 94% positivo               |
| Seo Namjae                  | Pole dancer                          | 4 vale           | 82% positivo               |
| Tony King                   | Cantante                             | 4 vale           | 76% positivo               |
| Giuliano, Matteo e Giuliano | Calciatori                           | 3 vale           | 61% negativo               |
| Revolution Gauchos          | Percussionisti e ballerini           | 4 vale           | 93% positivo               |

- Giorgio Minisini ed Arianna Sacripante sono stati ospiti della puntata.

### Sesta puntata
La sesta puntata di Audizioni è andata in onda il 22 ottobre 2022. I concorrenti ammessi in questa puntata sono:
| Nome artista              | Genere                            | Voto dei giudici | Voto della giuria popolare |
| ------------------------- | --------------------------------- | ---------------- | -------------------------- |
| Stefanny e Yeremy         | Ballerini acrobatici              | 4 vale           | 98% positivo               |
| Antonietta Messina        | Cantante                          | 4 vale           | 100% positivo              |
| Daniel K                  | Mago comico                       | 4 vale           | 90% positivo               |
| Head First Acrobats       | Acrobati e spogliarellisti comici | 4 vale           | 90% positivo               |
| Roberto Maurici           | Cantante                          | 3 vale           | 89% positivo               |
| Hunter Howell             | Motociclista acrobatico           | 4 vale           | 100% positivo              |
| Simoneau Zibulon          | Acrobata                          | 4 vale           | 96% positivo               |
| Sam & Louis               | Acrobati                          | 4 vale           | 99% positivo               |
| Marzio e Anthony El Moety | Bambini pugili                    | 4 vale           | 80% positivo               |
| Roberto Botta             | Atleta di arti marziali           | 4 vale           | 98% positivo               |
| Arianna e Marco           | Inventori                         | 4 vale           | 98% positivo               |
| Fabio Benfatti            | Cantante                          | 1 vale           | 75% positivo               |
| Grand Smilers             | Burattinai                        | 4 vale           | 65% positivo               |
| Trio Legend               | Acrobati                          | 4 vale           | 98% positivo               |
| Goar Faradzhian           | Cantante lirica                   | 4 vale           | 96% positivo               |
| Nicolas Pilartz           | Respiriano                        | 4 vale           | 91% negativo               |
| Cristian Chiavetta        | Ballerino                         | 4 vale           | 74% positivo               |

- La quarta finalista di questa edizione è la cantante Antonietta Messina.
- Il quinto finalista di questa edizione è Hunter Howell, pilota di monoruota.
- Francesco Gabbani si è esibito in qualità di ospite.

### Settima puntata
La settima puntata di Audizioni è andata in onda il 29 ottobre 2022. I concorrenti ammessi in questa puntata sono:
| Nome artista                       | Genere                              | Voto dei giudici | Voto della giuria popolare |
| ---------------------------------- | ----------------------------------- | ---------------- | -------------------------- |
| Arte Algo                          | Acrobati                            | 4 vale           | 100% positivo              |
| Roxy Colace                        | Attrazione horror                   | 4 vale           | 81% positivo               |
| Mimmo Catricalà                    | Anziano strongman                   | 4 vale           | 97% positivo               |
| Marco Mingardi                     | Imitatore cantante                  | 4 vale           | 87% positivo               |
| Dania Díaz                         | Maga                                | 4 vale           | 92% positivo               |
| Fiammetta Orsini e Francesca Prini | Pole dancers                        | 4 vale           | 100% positivo              |
| Oscar Kaufmann                     | Acrobata con il cerchio             | 4 vale           | 99% positivo               |
| Antonio Tagliafierro               | Cantante, ballerino e mimo          | 1 vale           | 75% positivo               |
| Duo Mico                           | Acrobati                            | 4 vale           | 99% positivo               |
| Matteo, Rudi e Nicola              | Costruttori di veicoli              | 4 vale           | 89% positivo               |
| Muy Moi                            | Ballerino, contorsionista e fachiro | 4 vale           | 74% positivo               |
| Michael Monkhouse                  | Comico                              | 3 vale           | 65% negativo               |
| Gabor Vosteen                      | Flautista comico                    | 4 vale           | 93% positivo               |
| Troupe Celis                       | Equilibristi                        | 4 vale           | 96% positivo               |
| Luca Lucaroni                      | Pattinatore a rotelle               | 4 vale           | 96% positivo               |
| Ben Blaque                         | Balestriere                         | 4 vale           | 89% positivo               |
| Da Squad                           | Crew con ragazzo non vedente        | 4 vale           | 97% positivo               |
| Elena Brocade e Lexi Pearl         | Acrobate                            | 4 vale           | 97% positivo               |
| Christopher Joyce                  | Verticalista                        | 4 vale           | 96% poaitivo               |
| Giuseppe Scionti                   | Inventore                           | 4 vale           | 60% positivo               |

- I sesti finalisti di questa edizione sono il duo di acrobati Arte Algo.
- Le settime finaliste sono le pole dancers Fiammetta Orsini e Francesca Prini.
- Tina Cipollari è comparsa nella puntata come ospite di alcuni siparietti.
- I The Tenors si sono esibiti in qualità di ospiti.

### Ottava puntata
L'ottava puntata di Audizioni è andata in onda il 5 novembre 2022. I concorrenti ammessi in questa puntata sono:
| Nome artista                   | Genere                             | Voto dei giudici | Voto della giuria popolare |
| ------------------------------ | ---------------------------------- | ---------------- | -------------------------- |
| Skating Tribertis              | Pattinatori acrobatici             | 4 vale           | 96% positivo               |
| Jey Lillo                      | Mago                               | 4 vale           | 82% positivo               |
| Blade2Blade                    | Lanciatori di coltelli             | 4 vale           | 57% positivo               |
| Diego Gastaldi                 | Atleta disabile                    | 4 vale           | 100% positivo              |
| I Serblin                      | Acrobati con i quad padre e figlio | 4 vale           | 99% positivo               |
| Joel Strasser                  | Mette oggetti nella barba          | 4 vale           | 52% negativo               |
| Carlo Macchini e Marco Lodadio | Ginnasti                           | 4 vale           | 97% positivo               |
| Pierino Soccorso Pizzonia      | Cantante e ballerino               | 1 vale           | 94% positivo               |
| Richter Troupe                 | Acrobati                           | 4 vale           | 95% positivo               |
| Nicholas Errani                | Trapezista                         | 4 vale           | 99% positivo               |
| Massimo Varotto                | Cantante                           | 2 vale           | 77% positivo               |
| Gabriele Rossi                 | Pianista                           | 4 vale           | 97% positivo               |
| Angelina e Alexandra           | Contorsioniste                     | 4 vale           | 99% positivo               |
| Nick e Kaylee Woodard          | Saltano la corda                   | 4 vale           | 94% positivo               |
| Lucilio Jr. Rizzo              | Cantante                           | 2 vale           | 58% positivo               |
| The Vortex                     | Acrobati e spogliarellisti         | 4 vale           | 96% positivo               |
| Neil Whyte                     | Atleta con fitballs                | 4 vale           | 75% positivo               |
| Andreas Wessels                | Giocoliere                         | 4 vale           | 66% positivo               |

- Il settimo finalista di questa edizione è l'atleta disabile Diego Gastaldi, che ha progettato e costruito il suo mezzo di trasporto.
- Tina Cipollari è comparsa nella puntata come ospite di alcuni siparietti.
- Fred De Palma si è esibito in qualità di ospite.

### Nona puntata
La nona puntata di Audizioni è andata in onda il 12 novembre 2022. I concorrenti ammessi in questa puntata sono:
| Nome artista        | Genere                              | Voto dei giudici | Voto della giuria popolare |
| ------------------- | ----------------------------------- | ---------------- | -------------------------- |
| Bilby               | Transformer umano                   | 4 vale           | 82% positivo               |
| Gli Antiruggine     | Crew                                | 4 vale           | 97% positivo               |
| Miki Dark           | Mago                                | 4 vale           | 87% positivo               |
| The Liazeed Company | Ginnasti                            | 4 vale           | 96% positivo               |
| X-Sports Shows      | BMX Freestylers e atleti di parkour | 4 vale           | 93% positivo               |
| The Shadows         | Acrobati                            | 4 vale           | 98% positivo               |
| Maurizio Rondina    | Cantante e imitatore                | 3 vale           | 52% positivo               |
| Friedi Kühne        | Slackliner                          | 4 vale           | 87% positivo               |
| Black Widow         | Ballerine                           | 4 vale           | 89% positivo               |
| Riccardo Santinelli | Spogliarellista                     | 4 vale           | 79% negativo               |
| Nicolas Ribs        | Illusionista informatico            | 4 vale           | 76% positivo               |

- Tina Cipollari è stata ospite della puntata.
- Alex si è esibito in qualità di ospite.

Al termine della puntata c'è stata una mini-semifinale per decretare 4 dei finalisti: i concorrenti si sono sfidati a coppie e per ogni sfida i giudici hanno deciso chi far passare in Finale; di seguito le sfide (in verde i concorrenti promossi e in rosso quelli eliminati).
| Primo sfidante                      | Secondo sfidante     | Voti dei giudici |
| ----------------------------------- | -------------------- | ---------------- |
| Marco Mingardi                      | Trygve Wakenshaw     | 0-3              |
| Lucas Bergandi                      | James                | 2-3              |
| F.A.D.E e Sara & Sogno Mediteranneo | Giuseppe Ventimiglia | 3-1              |
| Yelizaveta Krutikova                | Giuseppe Ferruzzi    | 4-1              |

All'inizio della Finale, sono stati annunciati i sedici finalisti dell'edizione, rendendo noto che Dima e Roman e Arte Algo, precedentemente selezionati, non avrebbero preso parte alla finale; i posti rimanenti sono stati successivamente assegnati a:
| Nome artista      |
| ----------------- |
| Titan the Robot   |
| Erika Lemay       |
| Phuoc Anh Duong   |
| Stefanny e Yeremy |
| Daniel K          |
| Marco Mingardi    |

## Finale
I concorrenti ammessi direttamente alla Finale sono:
| Nome artista                       | Genere                               |
| ---------------------------------- | ------------------------------------ |
| Die Mobiles                        | Artisti con le ombre                 |
| The Lads                           | Atleti di mano a mano                |
| Antonietta Messina                 | Cantante                             |
| Hunter Howell                      | Motociclista acrobatico              |
| Fiammetta Orsini e Francesca Prini | Pole dancers                         |
| Diego Gastaldi                     | Atleta disabile                      |
| Trygve Wakenshaw                   | Mimo comico                          |
| James                              | Mentalista                           |
| Muy Moi                            | Ballerino, contorsionista e fachiro  |
| Yelizaveta Krutikova               | Ginnasta e acrobata                  |
| Titan the Robot                    | Robot                                |
| Erika Lemay                        | Circense volante                     |
| Phuoc Anh Duong                    | Acrobati della tradizione vietnamita |
| Stefanny e Yeremy                  | Ballerini acrobatici                 |
| Daniel K                           | Mago comico                          |
| Marco Mingardi                     | Imitatore cantante                   |

- Il cantante Aaron e il ballerino Gianmarco Petrelli, dalla scuola di Amici, si sono esibiti in qualità di ospiti come premio per aver vinto una prova nel programma.

I concorrenti sono stati divisi in 4 quartine e il pubblico da casa, tramite il Televoto, ha deciso il migliore di ognuna, che passa alla fase successiva; questo l'esito:

### Primo Gruppo
| Posizione | Nome artista       | Genere                  | % Televoto |
| --------- | ------------------ | ----------------------- | ---------- |
| 1ª        | Daniel K           | Mago comico             | 32%        |
| 2ª        | Antonietta Messina | Cantante                | 31%        |
| 3ª        | The Lads           | Atleti di mano a mano   | 29%        |
| 4ª        | Hunter Howell      | Motociclista acrobatico | 8%         |

### Secondo Gruppo
| Posizione | Nome artista         | Genere              | % Televoto |
| --------- | -------------------- | ------------------- | ---------- |
| 1ª        | James                | Mentalista          | 47%        |
| 2ª        | Yelizaveta Krutikova | Ginnasta e acrobata | 26%        |
| 3ª        | Diego Gastaldi       | Atleta disabile     | 18%        |
| 4ª        | Titan the Robot      | Robot               | 9%         |

### Terzo Gruppo
| Posizione     | Nome artista                       | Genere                              | % Televoto |
| ------------- | ---------------------------------- | ----------------------------------- | ---------- |
| 1ª            | Marco Mingardi                     | Imitatore cantante                  | 42%        |
| 2ª (ex aequo) | Stefanny e Yeremy                  | Ballerini acrobatici                | 23%        |
| 2ª (ex aequo) | Fiammetta Orsini e Francesca Prini | Pole dancers                        | 23%        |
| 4ª            | Muy Moi                            | Ballerino, contorsionista e fachiro | 12%        |

### Quarto Gruppo
| Posizione | Nome artista     | Genere                               | % Televoto |
| --------- | ---------------- | ------------------------------------ | ---------- |
| 1ª        | Die Mobiles      | Artisti con le ombre                 | 37%        |
| 2ª        | Phuoc Anh Duong  | Acrobati della tradizione vietnamita | 30%        |
| 3ª        | Erika Lemay      | Circense volante                     | 23%        |
| 4ª        | Trygve Wakenshaw | Mimo comico                          | 10%        |

### Televoto finale
Alla fine della puntata il pubblico, sempre tramite il televoto, ha rivotato i 4 migliori concorrenti, stilando la seguente classifica:
| Posizione | Nome artista   | Genere               | % Televoto |
| --------- | -------------- | -------------------- | ---------- |
| 1ª        | Marco Mingardi | Imitatore cantante   | 39%        |
| 2ª        | James          | Mentalista           | 27%        |
| 3ª        | Die Mobiles    | Artisti con le ombre | 26%        |
| 4ª        | Daniel K       | Mago comico          | 8%         |

- Quindi il vincitore della nona edizione di Tú sí que vales è Marco Mingardi, seguito al secondo posto da James; medaglia di bronzo per i Die Mobiles.

## Classifica finale
| Posizione | Nome artista                       | Genere                               |
| --------- | ---------------------------------- | ------------------------------------ |
| 1ª        | Marco Mingardi                     | Imitatore cantante                   |
| 2ª        | James                              | Mentalista                           |
| 3ª        | Die Mobiles                        | Artisti con le ombre                 |
| 4ª        | Daniel K                           | Mago comico                          |
| 5ª        | Antonietta Messina                 | Cantante                             |
| 5ª        | Yelizaveta Krutikova               | Ginnasta e acrobata                  |
| 5ª        | Stefanny e Yeremy                  | Ballerini acrobatici                 |
| 5ª        | Fiammetta Orsini e Francesca Prini | Pole dancers                         |
| 5ª        | Phuoc Anh Duong                    | Acrobati della tradizione vietnamita |
| 9ª        | The Lads                           | Atleti di mano a mano                |
| 9ª        | Diego Gastaldi                     | Atleta disabile                      |
| 9ª        | Erika Lemay                        | Circense volante                     |
| 13ª       | Hunter Howell                      | Motociclista acrobatico              |
| 13ª       | Titan the Robot                    | Robot                                |
| 13ª       | Muy Moi                            | Ballerino, contorsionista e fachiro  |
| 13ª       | Trygve Wakenshaw                   | Mimo comico                          |

## Scuderia Scotti
Anche in questa edizione all'interno del programma c'è la Scuderia Scotti. I concorrenti della Scuderia Scotti, dal discutibile talento, non partecipano alla competizione tradizionale di Tú sí que vales, bensì in un circuito apposito per loro. In questa edizione c'è una novità nel regolamento: se il concorrente ottiene un solo vale e meno del 75% dei voti positivi dalla giuria popolare, può comunque passare il turno se Gerry Scotti supera una prova, chiamata la Super Prova di Gerry. Questi i concorrenti che fanno parte della Scuderia di quest'anno:
| Nome artista              | Genere                           |
| ------------------------- | -------------------------------- |
| Nicola Riganti            | Ballerino                        |
| Mario Gregoli             | Ballerino                        |
| Davide Sciacca            | Cantante                         |
| Rocco Brancato            | Poeta                            |
| Valter La Mantia          | Ballerino                        |
| Paolo Calabrese           | Scaldapubblico                   |
| Vincenzo Lancia           | Barzellettiere, cantante e poeta |
| Giovanni Lepori           | Ballerino                        |
| Roberto Maurici           | Cantante                         |
| Fabio Benfatti            | Cantante                         |
| Antonio Tagliafierro      | Cantante, ballerino e mimo       |
| Pierino Soccorso Pizzonia | Cantante e ballerino             |
| Massimo Varotto           | Cantante                         |
| Maurizio Rondina          | Cantante e imitatore             |

Sono stati poi scelti da Gerry i 6 migliori:
| Nome artista     | Genere               |
| ---------------- | -------------------- |
| Davide Sciacca   | Cantante             |
| Valter La Mantia | Ballerino            |
| Giovanni Lepori  | Ballerino            |
| Roberto Maurici  | Cantante             |
| Massimo Varotto  | Cantante             |
| Maurizio Rondina | Cantante e imitatore |

Semifinale
Al termine della nona puntata c'è stata una selezione tra i talenti della Scuderia Scotti per accedere alla Finale:
| Primo sfidante   | % voto | Secondo sfidante | % voto |
| ---------------- | ------ | ---------------- | ------ |
| Valter La Mantia | 89%    | Massimo Varotto  | 11%    |
| Davide Sciacca   | 14%    | Giovanni Lepori  | 86%    |
| Roberto Maurici  | 56%    | Maurizio Rondina | 44%    |

Finale
I 3 finalisti della Scuderia Scotti sono:
| Nome artista     | Genere    |
| ---------------- | --------- |
| Valter La Mantia | Ballerino |
| Giovanni Lepori  | Ballerino |
| Roberto Maurici  | Cantante  |

Durante la Finale, i 3 concorrenti si sono esibiti per l'ultima volta e i giudici, Gerry escluso, hanno stabilito il vincitore. Questa la classifica finale:
| Posizione | Nome artista     | Genere    | Voti ricevuti |
| --------- | ---------------- | --------- | ------------- |
| 1ª        | Giovanni Lepori  | Ballerino | 2 voti        |
| 2ª        | Valter La Mantia | Ballerino | 1 voto        |
| 2ª        | Roberto Maurici  | Cantante  | 1 voto        |

- Quindi il vincitore della Scuderia Scotti è il ballerino Giovanni Lepori.

## Ascolti
| Puntata                    | Messa in onda     | Telespettatori | Share  | Ospiti                               |
| -------------------------- | ----------------- | -------------- | ------ | ------------------------------------ |
| 1                          | 17 settembre 2022 | 3 864 000      | 28,24% | Marcell Jacobs, Luigi Strangis       |
| 2                          | 24 settembre 2022 | 4 080 000      | 28,55% | Giordana Angi                        |
| 3                          | 1º ottobre 2022   | 4 073 000      | 28,68% | –                                    |
| 4                          | 8 ottobre 2022    | 3 604 000      | 25,90% | –                                    |
| 5                          | 15 ottobre 2022   | 4 012 000      | 27,89% | Giorgio Minisini, Arianna Sacripante |
| 6                          | 22 ottobre 2022   | 3 881 000      | 26,80% | Francesco Gabbani                    |
| 7                          | 29 ottobre 2022   | 4 190 000      | 28,58% | Tina Cipollari, The Tenors           |
| 8                          | 5 novembre 2022   | 4 418 000      | 28,97% | Tina Cipollari, Fred De Palma        |
| Semifinale                 | 12 novembre 2022  | 3 823 000      | 26,54% | Tina Cipollari, Alex                 |
| Finale                     | 19 novembre 2022  | 4 012 000      | 28,89% | Aaron, Gianmarco Petrelli            |
| Media                      | Media             | 3 996 000      | 27,90% |                                      |
| L'album di Tú sí que vales | 3 dicembre 2022   | 3 048 000      | 22,60% | –                                    |